# Colchicum sfikasianum
Colchicum sfikasianum är en tidlöseväxtart som beskrevs av Kit Tan och Gregoris Iatroú. Colchicum sfikasianum ingår i släktet tidlösor, och familjen tidlöseväxter. Inga underarter finns listade i Catalogue of Life.